# Hemipneustidae
Famille
Les Hemipneustidae forment une famille fossile d'oursins irréguliers.

## Description et caractéristiques
Structure holastéroïde habituelle ovoïde, sans Lanterne d'Aristote. Présence d'une dépression aborale au niveau de l'ambulacre antérieur, les quatre autres étant disposés en X courbé, de forme sublinéaire. Le périprocte est marginé.

### Taxinomie
Liste des genres :
- Hemipneustes L. Agassiz, 1835 †
- Medjesia Jeffery, 1997 †
- Opisopneustes Gauthier, 1889 †
- Plesiohemipneustes Smith & Wright, 2003 †
- Toxopatagus Pomel, 1883 †